# 욜라어
욜라어(Yola Language)는 아일랜드 웩스퍼드주의 일부 지역에서 쓰이던 중세 영어의 독특한 방언으로, 현재는 사멸했다.
1169년에 리처드 드 클레어(en)와 로버트 피츠스티븐(en)을 필두로 아일랜드 동부지역으로 이주한 노르만인들에 의해 고대 영어에서 독자적으로 발전한 이래, 아일랜드 영어로 대체된 시기인 19세기 초중반까지 아일랜드 웩스퍼드주에서 쓰였다. 그러나 19세기 중반에는 웩스포드의 일부 지역으로 사용 지역이 줄어들었고, 이후 아일랜드 지역 언어들에 대한 탄압으로 인해 19세기 말에는 사실상 사멸했다. 사멸 이후에도 한동안 이 지역의 공동체에서 전례나 노래 등에 많은 사용이 남아 있었다. 1998년 어쩌면 마지막으로 광범위한 욜라어 지식을 가지고 있던 현지의 어부 Jack Devereux 씨가 사망하였다.

## 분류
욜라어는 잉글랜드 남서부(데번과 서머셋)나 웨일스 남부(en)의 방언에서 발전되어 온 중세 영어와 밀접한 관련이 있다.
웩스포드와 더블린의 시가지는 모두 바이킹에 의해 개발되었기에 해당 지역의 영어가 바이킹 말의 영향을 받았을 가능성이 높다. 한편 네덜란드어나 서 플라망어와의 연관도 주장되고 있는데, 이는 해당 언어들과의 음성학적인 유사점을 기반으로 하고 있다, 그러나 후세의 연구들이 욜라어가 분명한 중세 영어의 자손이란 것을 밝혀냈다.
욜라어는 웩스포드 주의 남동부에 위치한 포스(Forth)와 바기(Bargy) 지역에서 주로 사용되었는데, 이들 지역은 반도로 상대적으로 고립되어 있었기에 과거 아일랜드 남동부에서 사용되던 영어 변종이 쇠퇴하는 과정에서 마지막까지 살아남았다고 여겨진다. 또 역시 현재는 사멸한 더블린 주(en) 북부의 핑갈어(en)도 욜라어와 비슷한 시기에 생겨났고, 매우 유사한 방언으로 추정되고 있다.

## 음성학
욜라어는 중세 영어의 발음이 큰 변화 없이 잘 보존되어 있고, 네덜란드어와 영어의 남서부 방언에 있는 무성마찰음의 거의 대부분이 욜라어에서는 유성음으로 바뀌었다.
또 욜라어의 특이한 점은 많은 단어에서 강세가 2음절째에 오는 경우가 많다는 것이다.
- morsaale "morsel"
- hatcheat "hatchet"
- dineare "dinner"
- readeare "reader"
- weddeen "wedding"[2]

## 문법

### 대명사
욜라어의 대명사들은 1인칭 단수와 3인칭 복수를 제외하면 현대 영어와 유사하다.
|      | 1인칭 | 1인칭     | 2인칭 | 2인칭 |
| 단수 | 복수  | 단수      | 복수  |       |
| ---- | ----- | --------- | ----- | ----- |
| nom. | Ich   | wough/wee | thou  | ye    |
| acc. | me    | ouse      | thee  | ye    |
| gen. | mee   | oure      | yer   | yer   |

### 동사
욜라어의 동사는 보수적인 특성을 보인다. 2인칭과 3인칭의 복수형은 제프리 초서식의 영어에서 볼 수 있는 '-eth'로 끝나는 경우가 적잖이 있다. 또 과거분사에는 중세 영어에서 보이는 'y' 접두사가 'ee'의 형태로 남아 있다.

### 수사
욜라어로 1에서 10까지는 아래와 같다.
| 1    | 2    | 3     | 4     | 5     | 6     | 7      | 8     | 9     | 10   |
| ---- | ---- | ----- | ----- | ----- | ----- | ------ | ----- | ----- | ---- |
| oane | twye | dhree | vowér | veeve | zeese | zebbem | ayght | neene | dhen |

## 어휘
자콥 풀(Jacob Poole)이 만든 사전은 현재까지 알려진 욜라어 사전 중 가장 내용이 풍부하다. 농부 출신으로 퀘이커 교도였던 풀은 1800년부터 죽을 때까지인 1827년까지 고향인 바기 지역과 슈멜리어(Shemaliers) 지역에서 자신의 소작인들과 일용 인부들을 대상으로 욜라어의 어휘와 문장을 수집했다.
욜라어의 어휘는 거의 대부분 앵글로 색슨계이지만, 아일랜드어와 프랑스어의 영향도 많이 받았다.
| 욜라어          | 영어     |
| --------------- | -------- |
| Weisforthe      | Wexford  |
| zin             | sun      |
| londe           | land     |
| daie            | day      |
| yersel          | yourself |
| vriene          | friend   |
| a, ee (def art) | the      |
| dhing           | thing    |
| fho             | who      |
| ee-go           | gone     |
| egast           | fear     |
| yola, yole      | old      |

## 현대 웩스포드 주 남부의 영어
1978년에 디아메이드 오 무이리스(Diarmaid Ó Muirithe)는 웩스포드 주 남부에서 쓰이는 영어를 연구하기 위해 해당 지역 주민들을 대상으로 조사를 실시했다. 당시 조사 대상자의 연령은 40대에서 90대까지 고루 분포되어 있었고, 오 무이리스에 의해 만들어진 어휘 목록에는 당시까지도 쓰이던 단어들이 기록되었다.
- Amain : ‘Going on amain’ = getting on well : 잘되다.
- Bolsker : an unfriendly person : 친근하지 못한 사람
- Chy : a little : 소량
- Drazed : threadbare : 닳은
- Fash : confusion, in a fash : 혼란
- Keek : to peep (네덜란드어: kijken) : 엿보다.
- Saak : to sunbathe, to relax in front of the fire : 일광욕하다.

## 관련 서적
- Poole's Glossary (1867) – Ed. Rev. William Barnes (Editorial 'Observations')
- Poole's Glossary (1979) – Ed. Dr. D. O'Muirithe & T.P. Dolan (Corrected Etymologies)
- Irish Dialects Past and Present (1932) - T. F. O'Rahilly(Browne and Nolan), Reprinted 1972 by the Dublin Institute for Advanced Studies, ISBN 0-901282-55-3.
- The Anglo-Norman and their English Dialect of South-East Wexford by Diarmaid ó Muirithe, from the book The English Language in Ireland, a compilation of lectures from the Tomas Davis Lecture Series broadcast on RTE radio and published in printed form in 1977. ISBN 0-85342-452-7
- The Dialect of Forth and Bargy Co. Wexford, Ireland (1996) — T P Dolan and Diarmaid ó Muirithe, published by Four Courts Press Ltd ISBN 1-85182-200-3